# Ante Šimundža
Ante Šimundža (* 28. September 1971 in Maribor) ist ein ehemaliger slowenischer Fußballspieler und -trainer.

## Karriere
Šimundža begann seine Karriere 1991 bei NK Maribor. 1992, 1993 und 1995 wurde er mit dem Verein Vizemeister der Slovenska Nogometna Liga. 1992 und 1994 gewann er mit dem Verein den Slowenischen Fußballpokal. Von 1997 bis 2001 war er außerdem noch bei den Vereinen Brummell Sendai (Japan), BSC Young Boys (Schweiz), Malmö FF (Schweden) und R.A.A. La Louvière (Belgien) unter Vertrag.

## Erfolge
NK Maribor
- Slowenischer Pokalsieger: 1991/92, 1993/94